# Capriano del Colle (Wein)
Die Gemeinde Capriano del Colle in der norditalienischen Provinz Brescia (Region Lombardei) gibt dem gleichnamigen italienischen Weinbaugebiet seinen Namen. Die Weine, die seit 1980 den Status einer „kontrollierten Herkunftsbezeichnung“ („Denominazione di origine controllata“ – DOC) haben, liegen auf den Hügeln um den Ort verteilt. Die Denomination wurde zuletzt 2014 aktualisiert.

## Erzeugung
Folgende Weintypen werden erzeugt:
- Capriano del Colle Bianco und Capriano del Colle Bianco Superiore – auch als Frizzante (Perlwein): besteht aus mindestens 60 % Trebbiano di Soave oder Trebbiano di Lugana und/oder Trebbiano Toscano. Maximal 40 % andere weiße Rebsorten, die für den Anbau in der Lombardei zugelassen sind, dürfen einzeln oder gemeinsam zugesetzt werden.
- Capriano del Colle Trebbiano – auch als Frizzante (Perlwein): besteht aus mindestens 85 % Trebbiano di Soave oder Trebbiano di Lugana und/oder Trebbiano Toscano. Maximal 15 % andere weiße Rebsorten, die für den Anbau in der Lombardei zugelassen sind, dürfen einzeln oder gemeinsam zugesetzt werden.
- Capriano del Colle Rosso, auch als „Riserva“ und Novello: besteht aus mindestens 40 % Marzemino (örtlich auch als „Berzemino“ bezeichnet), mindestens 20 % Merlot und mindestens 10 % Sangiovese. Maximal 10 % andere rote Rebsorten, die für den Anbau in der Lombardei zugelassen sind, dürfen einzeln oder gemeinsam zugesetzt werden.
- Capriano del Colle Marzemino – sortenrein ausgebaut: 100 % Marzemino

## Anbaugebiet
Der Anbau ist auf die Gemeinden Capriano del Colle und Poncarale in der Provinz Brescia beschränkt.

## Beschreibung
Die Weine sollten laut Denomination folgende Beschreibungen aufweisen:

### Capriano del Colle Bianco
- (gilt auch für den Frizzante)
- Farbe: strohgelb mit leichten grünlichen Reflexen
- Geruch: mild, angenehm, charakteristisch
- Geschmack: trocken, frisch, harmonisch, evtl. mit Holztönen
- Alkoholgehalt: mindestens 11,0 Vol.-%
- Säuregehalt: mind. 4,5 g/l
- Trockenextrakt: mind. 16,0 g/l

### Capriano del Colle Rosso
- Farbe: rubinrot
- Geruch: weinig, angenehm, charakteristisch
- Geschmack: fruchtig, trocken, harmonisch, evtl. mit Holztönen
- Alkoholgehalt: mindestens 11,0 Vol.-%
- Säuregehalt: mind. 4,5 g/l
- Trockenextrakt: mind. 20,0 g/l